# France 24
France 24 (gesprochen: France vingt-quatre [fʁɑ̃s vɛ̃tkatʁ]), das französische Auslandsfernsehen mit Schwerpunkt Nachrichten, nahm am 6. Dezember 2006 den Sendebetrieb auf. Das Programm, das internationale Nachrichten aus französischer Sicht vermittelt, orientiert sich an Vorbildern wie BBC World News und DW-TV. Veranstaltet wird es von TF1 und den unter dem gemeinsamen Dach France Télévisions zusammengeschlossenen öffentlich-rechtlichen Sendern.

## Geschichte
Ursprünglich sollte der Sender Chaîne française d’information internationale (CFII) heißen. Zunächst wurde das Programm in Europa, Afrika sowie dem Nahen und Mittleren Osten über Satellit bzw. Kabel und weltweit über das Internet verbreitet. Um ein breiteres Publikum anzusprechen, wird sowohl auf Französisch und Englisch als auch auf Arabisch und Spanisch gesendet. Auf Wunsch von Präsident Jacques Chirac sollte ursprünglich ausschließlich in französischer Sprache gesendet werden, um der Vormachtstellung des englischsprachigen Nachrichtensenders CNN zu begegnen.
Nach den Plänen von Präsident Nicolas Sarkozy zur Restrukturierung der öffentlich-rechtlichen Medien sollte der Sender jedoch mit TV5 zusammengelegt werden und den Namen „FranceMonde“ tragen. Unterdessen wandten sich die übrigen an TV5 beteiligten Sender gegen die vorherrschende Rolle Frankreichs und gegen einen Namen mit einem allzu starken Bezug zu Frankreich. Eine abschließende Entscheidung steht noch aus.
Derzeit ist der Sender über die Satelliten Astra 19,2° Ost, Eutelsat Hotbird und Atlantic Bird 3 und seit dem 1. August 2011 über Telekom Entertain frei empfangbar. Auf der Homepage des Senders gibt es zudem einen Livestream.
France 24 und das französische Auslandsradio Radio France Internationale (RFI) wurden im Februar 2012 unter dem Dach von Audiovisuel Extérieur de la France (AEF) fusioniert. Massive Proteste von Beschäftigten und Hörern blieben wirkungslos. Seit  2013 firmiert die Mediengesellschaft unter dem Namen France Médias Monde (FMM).